# Площадь Мазурина
Площадь Мазу́рина — площадь на востоке Москвы в районе Восточное Измайлово Восточного административного округа на пересечении 15-й Парковой улицы, Измайловского проспекта и Большого Купавенского проезда.

## Происхождение названия
Площадь получила название 1 июня 2021 года в память о докторе медицинских наук, профессоре, члене-корреспонденте АМН СССР и РАМН, Лауреате Государственной премии СССР (1987), Заслуженном деятеле науки, участнике Великой Отечественной войны, заведующем кафедрой пропедевтики детских болезней 2-го МОЛГМИ им. Н. И. Пирогова (1967—1989), почётном заведующем кафедрой пропедевтике детских болезней РГМУ (1999—2001) педиатре Андрее Мазурине (1923—2001).
Есть вторая версия происхождения названия: в память о купце Константине Мазурине (1866—1927 годы), последнем в семейной династии владельце бумагопрядильной фабрики в селе Реутово (ныне — город в Московской области).

## Описание
Площадь имеет прямоугольную форму, вытянутую с запада на восток. С востока площадь ограничена 15-й Парковой улицей, с юга — 16-й Парковой улицей, продолжающей Измайловский проспект, с юго-запада на северо-восток её пересекает Большой Купавенский проезд.